# Resolution 1721 des UN-Sicherheitsrates
Die Resolution 1721 des UN-Sicherheitsrates ist eine Resolution, die der Sicherheitsrat der Vereinten Nationen am 1. November 2006 einstimmig auf seiner 5561. Sitzung angenommen hat. Die Resolution befasste sich mit der Lage in der Elfenbeinküste und bestätigte die Entscheidung des Rates für Frieden und Sicherheit der Afrikanischen Union, das Mandat des Präsidenten der Elfenbeinküste, Laurent Gbagbo und des Ministerpräsidenten Charles Konan Banny für eine maximal Zeitdauer bis zum 31. Oktober 2007 zu verlängern. Die Afrikanische Union hatte diesen Schritt auf ihrer Tagung in Addis Abeba am 17. Oktober beschlossen.
Die Entscheidung steht vor dem Hintergrund, dass die Amtszeit des Präsidenten Laurent Gbagbo am 30. Oktober 2005 geendet hat und die Legislaturperiode der Nationalversammlung am 16. Dezember 2005 ausgelaufen war. Der Sicherheitsrat reagiert damit auf die Tatsache, dass es nicht möglich war, zum geplanten Zeitpunkt und vor Auslaufen der in dem Abkommen von Linas-Marcoussis vom 24. Januar 2003 festgelegten Übergangszeit sowohl Präsidentschaftswahlen als auch Parlamentswahlen abzuhalten. Mit der Resolution 1633 war das Mandat des Staatsoberhauptes und des Ministerpräsidenten zunächst bis zum 31. Oktober 2006 verlängert worden.
Der Generalsekretär hatte in seinem zehnten Bericht über die Arbeit der Operation der Vereinten Nationen an der Elfenbeinküste (ONUCI) festgestellt, dass es vor der damaligen Verlängerung des Mandats Hoffnung für die Fortsetzung des Friedensprozesses gegeben hatte, da Fortschritte bei der Entwaffnung und Auflösung der Milizen und der Identifizierung der Staatsangehörigen zum Zwecke der Wahlvorbereitung erzielt worden seien, aber Rückschläge hatten die Abhaltung von Wahlen auch in der zweiten Verlängerung der Übergangsfrist verhindert.
Die Resolution 1721 ist eine Resolution nach Kapitel VII der Charta der Vereinten Nationen. Die Afrikanische Union und die Westafrikanische Wirtschaftsgemeinschaft (ECOWAS) aufgefordert, die Lage weiterhin zu beobachten und vor dem 31. Oktober 2007 dem UN-Sicherheitsrat Bericht zu erstatten, gegebenenfalls neue Vorschläge zu unterbreiten. Außerdem werden sowie der Auftrag des Sondergesandten für die Wahlen, der in Resolution 1603 festgelegt wurde, für dieselbe Zeitdauer verlängert und ONUCI im Einklang mit der Resolution 1609 mit dem Schutz des Personals der Vereinten Nationen beauftragt. 
Die Resolution verlangt von den ivorischen Parteien, sich störender Straßenprotest zu enthalten, sich gegenüber Zivilisten und Ausländer gewaltfrei zu verhalten, die freie Bewegungsmöglichkeit und Sicherheit aller Ivorer auf dem Staatsgebiet zu gewährleisten und vollständig mit ONUCI und den unterstützenden Truppen Frankreichs zu kooperieren. Die Nachbarstaaten der Elfenbeinküste werden aufgefordert, den Grenzübertritt von Waffen und Kombattanten zu unterbinden. Der Sicherheitsrat betont außerdem, dass er in Übereinstimmung mit den Resolutionen 1572 und 1643 Maßnahmen gegen Individuen ergreifen wird, die den Friedensprozess behindern, UNOCI und die Truppen Frankreichs, den Sondergesandten für die Wahlen oder Mitarbeiter der Internationalen Arbeitsgruppe angreifen, öffentlichen Hass stiften und das Waffenembargo verletzen.
Die Resolution untersagt auch dem Ministerpräsidenten, für die vorzubereitenden Präsidentschaftswahlen zu kandidieren und unter Berufung auf die Resolution 1325 des UN-Sicherheitsrates wird von den Parteien verlangt, die Rechte der Frauen zu respektieren.